# Preobraženskoe (Adighezia)
Preobraženskoe (in lingua russa Преображенское) è un centro abitato dell'Adighezia, situato nel Krasnogvardejskij rajon. La popolazione era di 1.504 abitanti al dicembre 2018. Ci sono 29 strade.